# Furia de titanes (película de 2010)
Furia de titanes (título original: Clash of the Titans) es una película de acción y fantasía de 2010 y una nueva versión de la película de 1981 del mismo nombre producida por Metro-Goldwyn-Mayer (cuyos derechos habían sido adquiridos por Warner Bros. en 1996). La historia está basada muy libremente en el mito griego de Perseo.  Una producción australiano-estadounidense dirigida por Louis Leterrier a partir de un guion de Travis Beacham , Phil Hay y Matt Manfredi, protagonizada por Sam Worthington, Gemma Arterton, Mads Mikkelsen, Alexa Davalos, Nicholas Hoult, Ralph Fiennes y Liam. Neeson, la película estaba originalmente programada para su estreno estándar el 26 de marzo de 2010. Sin embargo, más tarde se anunció que la película se convertiría a 3D y se estrenaría el 2 de abril de 2010.
Furia de titanes recaudó 493 millones de dólares en todo el mundo, aunque recibió críticas generalmente negativas de los críticos y recibió dos nominaciones a los Premios Golden Raspberry. El éxito de la película llevó a una secuela, Wrath of the Titans, estrenada en marzo de 2012.

## Argumento
Después de haber derrotado a los titanes, los dioses principales se repartieron el mundo entre ellos; Zeus (Liam Neeson) tomó los cielos, Poseidón (Danny Huston) los mares y Hades (Ralph Fiennes), engañado por Zeus, se quedó para gobernar el inframundo. Zeus creó a los mortales (humanos), cuyo culto mantuvo la inmortalidad de los dioses. Sin embargo, con el tiempo (poco después de la Guerra de Troya y del viaje de 10 años de Odiseo de regreso a Ítaca), algunos mortales comenzaron a desafiar a sus creadores. El semidiós Perseo fue concebido por Zeus y la reina humana Dánae durante el asedio de su esposo, el rey Acrisio (Jason Flemyng), en el Monte Olimpo. Acrisio, al descubrir la concepción y en un arrebato de ira, ordena la ejecución de la reina y encierra al recién nacido en un féretro con su cadáver. En represalia de Zeus, un rayo golpea al rey y lo deforma gravemente. Luego, el rey arroja el féretro al mar. A partir de entonces, Perseo es encontrado y criado por el pescador Dictis (Pete Postlethwaite) y su esposa Mámara (Elizabeth McGovern).
Años más tarde, Perseo (Sam Worthington) y su familia observan cómo los soldados de la ciudad de Argos destruyen la estatua de Zeus, declarando la guerra a los dioses. Luego, la  furia se desata y Hades aparece matando a todos los soldados, no sin antes terminar destruyendo el barco pesquero de la familia; Dictis y su familia se ahogan, mientras que Perseo es el único sobreviviente. Encontrado por otro grupo de soldados, Perseo es llevado ante el rey Cefeo y la reina Casiopea (Polly Walker). Están celebrando su campaña contra los dioses, mientras su hija, la princesa Andrómeda (Alexa Davalos) desaprueba que sus padres lideren la rebelión de la ciudad. Cuando Casiopea comienza a jactarse de su hija ante los dioses, Hades interrumpe el jolgorio, quien expone el linaje de Perseo a Zeus y rápidamente hace que Casiopea envejezca hasta la muerte. Amenaza con desatar el Kraken, un monstruo marino nacido de su carne, contra Argos, a menos que se ofrezca a Andrómeda como sacrificio. Perseo conoce a Io (Gemma Arterton), una mujer misteriosa maldecida con la inmortalidad, quien confirma su origen.
Perseo, Io y la Guardia del Rey liderados por Draco (Mads Mikkelsen) viajan a las Brujas Estigias, buscando una manera de derrotar al Kraken. Para ayudar a su hijo, Zeus intenta darle a Perseo una espada forjada en el Olimpo, a lo que él se niega. Poco después, son atacados por un decrépito Acrisio, ahora conocido como Calibos, quien fue corrompido por Hades y enviado a matar a Perseo. Durante la pelea, Draco le corta la mano a Calibos, obligándolo a retirarse a un desierto donde la sangre del muñón de la mano evoca escorpiones gigantes que atacan al grupo. Son rescatados por una banda de Djinn, hechiceros del desierto que domestican a los escorpiones restantes y prestan su ayuda a Perseo y su grupo. Llegan a la guarida de las Brujas Estigias que se ven obligadas a revelar un arma para derrotar al Kraken: la cabeza de la gorgona Medusa (Natalia Vodianova), que reside en el Inframundo. Al llegar, Perseo y sus compañeros restantes entran en la guarida del templo de Medusa, mientras que Io permanece afuera. Medusa mata a todos excepto a Perseo, quien finalmente logra decapitarla usando la parte inferior de su escudo para verla de espaldas. Cuando sale del templo, Calibos aparece y apuñala fatalmente a Io. Perseo y Calibos pelean, terminando la batalla después de que Perseo toma la espada olímpica y mata a Calibos, restaurando su forma humana en el último momento, no sin antes decirle a Perseo que no se convierta en uno de los dioses del Olimpo. Mientras Io agoniza, insta a Perseo a salvar a Andrómeda y Argos.
El caballo alado Pegaso llega y lleva a Perseo de regreso a Argos mientras Hades, después de haber manipulado a Zeus y a los dioses para ganarse su confianza, libera al Kraken. Perseo llega y expone la cabeza de Medusa al Kraken, que gradualmente se petrifica y se desmorona. Prokopion, un líder de culto que adora a Hades, intenta matar a Perseo, pero Cefeo interviene y ambos son aplastados por la garra petrificada del Kraken. Hades se enfrenta a Perseo, pero este último, invocando a Zeus, arroja su espada a Hades y lo obliga a regresar al Inframundo. Perseo rescata a Andrómeda, quien le pide a Perseo que gobierne Argos a su lado como rey, pero él se niega. Perseo luego rechaza otra oferta de divinidad de Zeus y en cambio, Zeus revive a Io, reuniendo a ella y a Perseo.

## Reparto
| Actor               | Personaje       | Descripción personaje                                                                    |                 |        |                     |
| ------------------- | --------------- | ---------------------------------------------------------------------------------------- | --------------- | ------ | ------------------- |
| Actor               | Personaje       | Descripción personaje                                                                    | Sam Worthington | Perseo | Hijo mortal de Zeus |
| Gemma Arterton      | Io              | Guía espiritual e interés romántico de Perseo                                            |                 |        |                     |
| Natalia Vodianova   | Medusa          | Villana; la más peligrosa de las Tres Hermanas Gorgonas                                  |                 |        |                     |
| Liam Neeson         | Zeus            | El rey de los dioses y señor del Olimpo es el padre de Perseo                            |                 |        |                     |
| Ralph Fiennes       | Hades           | Dios del Inframundo. Es el villano principal.                                            |                 |        |                     |
| Alexa Davalos Dunas | Andrómeda       | Hermosa princesa condenada a morir si Perseo no tiene éxito en su misión.                |                 |        |                     |
| Izabella Miko       | Atenea          | Diosa de las ciencias, la sabiduría, la justicia y la guerra.                            |                 |        |                     |
| Mads Mikkelsen      | Draco           | Líder de la Guardia Real del rey Cefeo; y uno de los acompañantes de Perseo en su viaje. |                 |        |                     |
| Nicholas Hoult      | Eusebios        | Miembro más joven de la Guardia Real del rey Cefeo.                                      |                 |        |                     |
| Hans Matheson       | Ixas            | Miembro de la Guardia Real del Rey Cefeo.                                                |                 |        |                     |
| Ian Whyte           | Sheikh Suleiman | Un djinn que sirve de guía a Perseo.                                                     |                 |        |                     |
| Jason Flemyng       | Acrisio         | Antiguo rey de Argos que evoluciona en bestia llamada "Calibos" por su maldad.           |                 |        |                     |
| Jane March          | Hestia          | Diosa del hogar, el refugio, el fuego y la verdad                                        |                 |        |                     |
| Danny Huston        | Poseidón        | Dios del mar, el agua, las tormentas y tsunamis.                                         |                 |        |                     |
| Pete Postlethwaite  | Dictis          | Padre adoptivo de Perseo.                                                                |                 |        |                     |
| Elizabeth McGovern  | Mármara         | Madre adoptiva de Perseo, esposa de Dictis.                                              |                 |        |                     |
| Polly Walker        | Casiopea        | Reina de Argos, esposa del rey Cefeo y madre de Andrómeda.                               |                 |        |                     |
| Kaya Scodelario     | Peshet          | Sierva de Andrómeda.                                                                     |                 |        |                     |
| Luke Evans          | Apolo           | Dios del sol, la música y el arte.                                                       |                 |        |                     |
| Agyness Deyn        | Afrodita        | Diosa del amor y la belleza.                                                             |                 |        |                     |

## Producción
La adaptación de Furia de titanes comenzó a desarrollarse en 2002 con el productor Adam Schroeder y los escritores John Glenn y Travis Wright. Quisieron eliminar la escena tradicional de los dioses jugando al ajedrez, metáfora de su dominio sobre los seres mortales. El productor Basil Iwanyk revivió el proyecto en 2006 con una nueva versión de Travis Beacham, admirador del original. Lawrence Kasdan y el director Stephen Norrington firmaron en 2007. Pero Norrington no estaba seguro de dirigir el proyecto, dado que por edad no conoció la película original de 1981. Leterrier, que sí lo hizo, contacto con Norrington a través de su agente compartido para sustituirle en junio de 2008. Leterrier hizo notar que la versión original de Clash of the Titans inspiró el punto culminante de su película anterior The Incredible Hulk -una batalla en una sala de tribunal con columnas parecidas a un templo- y ha comparado a los modernos superhéroes con la mitología griega. Los escritores Phil Hay y Matt Manfredi reelaboraron el guion cinematográfico de Kasdan, que había sido escrito con una clasificación R en mente.
Leterrier buscó la participación del legendario experto en efectos especiales Ray Harryhausen, y se reunió con el artista conceptual de Hulk Aaron Sims, que ya había estado trabajando en Clash of the Titans con Norrington. Sims tuvo dificultad en diseñar a Medusa, explicando «"¿Son todas la misma serpiente en su cabello? ¿Se parecen más al cabello? ¿Son diferentes en silueta o a la luz? ¿Y cuánto de rostro humano tiene ella, o es más como una serpiente?... Estuve trabajando en un diseño, y la gente dijo 'Eso me recuerda a Voldemort', porque no había nariz. Tienes que tener cuidado"».
Seguramente a raíz del éxito de Avatar, la película se estrena simultáneamente en formatos 2D (tradicional) y 3D, pero este último es producto de una adaptación durante el proceso de posproducción, ya que el material se rodó en 2D. Esto, según algunos críticos, ha implicado limitaciones en algunas escenas de acción, y el efecto tridimensional no está plenamente logrado.
La música iba a ser compuesta por Craig Armstrong, pero finalmente fue compuesta por Ramin Djawadi, discípulo de Hans Zimmer. Matt Bellamy del grupo Muse ha declarado que contactaron con él para una posible colaboración musical.

## Lugares de filmación

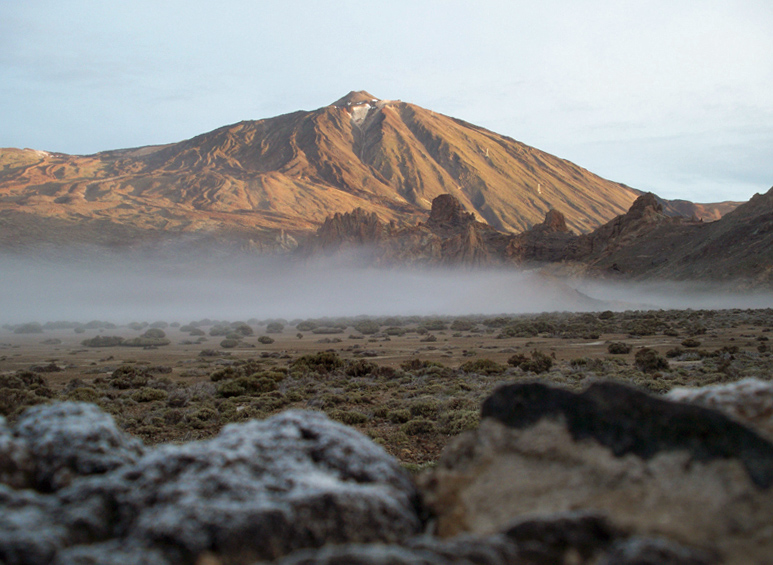
Parque nacional del Teide (Tenerife), el segundo parque nacional más visitado del mundo y lugar de filmación de parte de la película.

La filmación comenzó el 27 de abril de 2009 en Londres, en los Estudios Shepperton. El rodaje también tuvo lugar en Gales y en las Islas Canarias (España), principalmente en diferentes localizaciones de la isla de Tenerife, como el parque nacional del Teide (un lugar declarado Patrimonio de la Humanidad por la UNESCO), la costa de Icod de los Vinos y Buenavista del Norte, y zonas de pinar de Chío, en el municipio de Guía de Isora. Así mismo, también se llevó a cabo parte del rodaje en las Dunas de Maspalomas, en Gran Canaria, y en el parque nacional de Timanfaya, en Lanzarote. La fotografía aérea se llevó a cabo en Islandia y Etiopía.
La filmación de las escenas del volcán en la cavidad de Harriet de la cantera de pizarra de Dinorwic en Gales transcurrieron a finales de julio. Esta cantera de pizarra también había sido usada para localizaciones de Willow y Street Fighter.

## Estreno
El preestreno de la película se realizó en Londres el 29 de marzo de 2010.

## Recaudación
Furia de titanes recaudó USD $ 61.235.105 en su primer fin de semana en 3.777 salas de Estados Unidos y Canadá (sin incluir las funciones preestreno del jueves), siendo esta la película con mayor recaudación estrenada durante un fin de semana de Pascua en América del Norte. La película fue número uno durante dos semanas seguidas, superando a Date Night y al ganador anterior, Cómo entrenar a tu dragón.[51] Choque de titanes recaudó USD $ 163.214.888 dólares a nivel nacional, al 22 de julio de 2010, y 330.000.000 de dólares en regiones extranjeras, al 19 de septiembre de 2010, para un total internacional de USD $ 493.214.888 dólares. En la lista mundial de todos los tiempos ocupa el puesto 80 y en América del Norte está por debajo del puesto 100.

## Recepción
El sitio web agregador de reseñas Rotten Tomatoes se informa que el 27% de los reseñantes le han dado a la película una reseña positiva basada en 266 reseñas; la valoración promedia es 4,3/10. El consenso crítico del sitio web indica: "Un remake obviamente afectuoso de la original de 1981, Clash of the Titans de Louis Leterrier no ofrece suficientes emociones visuales para compensar las deficiencias de su guión". En Metacritic, a la película se le asignó una puntuación promedio ponderada de 39 sobre 100, basada en 37 reseñas de críticos convencionales, lo que indica "críticas generalmente desfavorables". Incluso antes de su estreno, la película atrajo cierta atención negativa por su eslogan original, "Titans Will Clash", aunque los trailers, editados para que coincidan con "The Bird and the Worm" del grupo musical The Used, fueron elogiados.
En su reseña para el Chicago Sun-Times, Roger Ebert le dio a la película una calificación de tres estrellas de cuatro y afirmó: "No digo que sea buen cine, aunque reconozco la artesanía que se utilizó en esta. No digo que sea buena actuación, cuando todos los hombres tienen tanto vello facial que todos se parecen a Liam Neeson. Me gusta la energía, la imaginación, la cursilería". Richard Corliss de la revista Time pudo entender por qué la película recibió reseñas negativas, pero la encontró como "una acción-aventura acelerada, desenvuelta directamente buscar justificarse". Descartó las quejas de otros críticos y escribió que la película es "muy visible en 2-D", que otros críticos fueron influenciados por la nostalgia por la original y que 15 segundos de Bubo eran más que suficientes para su gusto. Colin Covert le dio a la película una crítica levemente positiva, afirmando que la película era "todo flash, trash, y crash" (destello, basura y choque), "un sabroso trozo de tonterías" y "sin sentido aunque descaradamente emocionante". Dijo que Worthington tenía una "pesadez Shatneresca" y descubrió que todas las risas procedían del hecho de que los actores de peso pesado estaban "slumming a través de sus roles". Owen Gleiberman de Entertainment Weekly le dio a la película una B-, escribiendo "La nueva Clash no es una repetición cínica. Tiene el sabor de cierta inocencia pre-CGI". James Berardinelli le dio una crítica mixta y concluyó que "Clash of the Titans es una regurgitación defectuosa pero levemente entretenida de elementos amitológicos griegos, pero también es un ejemplo de cómo el 3D mal ejecutado puede paralizar un espectáculo con (gran) potencial".
Peter Travers de la revista Rolling Stone calificó a la película con una estrella de cada cuatro y afirmó: "La película es una farsa, con buenos actores persiguiendo un cheque (fácil) y luciendo barbas (postizas) y mucho maquillaje para ocultar su vergüenza". En una reseña para Chicago Tribune, Turan se quejó de que la película es peor en 3D; continuó explicando que así las escenas de acción son "más una distracción que una mejora", y las escenas de batalla están abarrotadas y "más difíciles de seguir que emocionantes". Claudia Puig de USA Today escribió que "el logro más destacado de la película es la capacidad de ser a la vez caótica y aburrida". La justificación de su opinión provino de las frenéticas secuencias de acción y los confusos efectos especiales. Dan Kois culpó al director por hacer una "decepción confusa" en lugar de un "clásico camp que podría haber perdurado durante generaciones". También acusó a Leterrier de no saber cómo dirigir una escena de acción y de que la película carecía de "ingenio y estilo". David Stratton también criticó las escenas de acción de la película y le sugirió a Leterrier: "busca algo de Kurosawa en tu tienda de videos local, o casi cualquier película con escenas de lucha con espadas, para ver cómo se hace (bien)".

## Videojuego
El 27 de julio del 2010 se lanzó Clash of the Titans: The Videogame en América del Norte, una adaptación de la película, desarrollada por Game Republic y publicada por Namco Bandai Games América Inc. y Warner Bros. Interactive. El juego permitirá a los jugadores tomar el papel de Perseo y seguir la conocida historia.

## Secuela
Artículo principal: Wrath of the Titans
La producción de la secuela, Wrath of the Titans, dirigida por Jonathan Liebesman, comenzó el 23 de marzo de 2011. Sam Worthington, Ralph Fiennes y Liam Neeson repitieron sus papeles y la película se estrenó el 30 de marzo de 2012.
En noviembre de 2011, Warner Bros. contrató a Dan Mazeau y David Leslie Johnson, quienes escribieron Wrath of the Titans, para escribir y desarrollar una secuela, Revenge of the Titans, pero fue cancelada.

## Legado cultural
La frase en inglés "Release the Kraken!" (¡Liberen al Kraken!") en los avances de la película, dicha por el personaje de Zeus interpretado por Liam Neeson, se convirtió en un meme de Internet. La revista Time la incluyó como una de las 10 palabras de moda más importantes del año. Entre los partidarios de Donald Trump, la frase ha llegado a referirse a la evidencia de un fraude electoral masivo en las elecciones presidenciales de Estados Unidos de 2020, pero dicho fraude parece haber sido refutado desde entonces.